# Christian Stoll (Mediziner)
Christian Stoll (* 23. April 1960 in Lübeck) ist ein deutscher Mund-, Kiefer- und Gesichtschirurg und Hochschullehrer.

## Leben
Christian Stoll ist der Sohn des evangelischen Pfarrers und Bischofs Karlheinz Stoll (1927–1992). Er wuchs in seinem Geburtsort Lübeck auf und legte am dortigen Gymnasium Katharineum 1979 das Abitur ab. Anschließend studierte er von 1979 bis 1986 Medizin und zusätzlich von 1982 bis 1986 Zahnmedizin an der Medizinischen Hochschule in Hannover. 1987 wurde er dort zum Dr. med. promoviert.
Von 1988 bis 1989 war er als Assistenzarzt an der Klinik für Kiefer- und Plastische Gesichtschirurgie der Henriettenstiftung in Hannover tätig. 1989 wechselte er an die Klinik und Poliklinik für Mund-Kiefer-Gesichtschirurgie der Ludwig-Maximilians-Universität (LMU München) in München, an der er bis 1996 als wissenschaftlicher Assistent tätig war. Seit 1993 ist Stoll Facharzt für Mund-, Kiefer- und Gesichtschirurgie, seit 1995 führt er die Zusatzbezeichnung Plastische Operationen und seit 1996 ist er Fachzahnarzt für Oralchirurgie mit dem zertifizierten Tätigkeitsschwerpunkt Implantologie. 1996 wurde er an der LMU München zum Dr. med. dent. promoviert. Ab Dezember 1996 war er wissenschaftlicher Mitarbeiter als Oberarzt an der Klinik und Poliklinik für Mund-, Kiefer- und Gesichtschirurgie/Plastische Operationen der Charité, der Universitätsklinik der Humboldt-Universität in Berlin.
2001 wurde Stoll für das von ihm ausgeübte Fach an der Humboldt-Universität zu Berlin habilitiert. Im selben Jahr wechselte er an das Universitätsklinikum Aachen und war bis 2006 als Oberarzt an der dortigen Klinik für Mund-, Kiefer- und Plastische Gesichtschirurgie tätig. Anfang März 2006 wurde Stoll zum außerplanmäßigen Professor an der RWTH Aachen ernannt und gab seitdem dort als Privatdozent Lehrveranstaltungen. Seit Juli 2006 ist Stoll Chefarzt der Klinik für Mund-, Kiefer- und Gesichtschirurgie/Plastische Operationen an den Ruppiner Kliniken in Neuruppin, die seit der 2014 erfolgten Gründung der Medizinischen Hochschule Brandenburg eine der drei Universitätskliniken der privaten Medizinischen Hochschule sind. Im Juli 2015 wurde er als ordentlicher Professor für Mund-, Kiefer- und Gesichtschirurgie an die Medizinische Hochschule Brandenburg (MHB) berufen, nachdem er der Forschungskommission der noch in Gründung befindlichen MHB bereits seit 2013 angehörte und seither deren Mitglied ist.
Christian Stoll ist verheiratet und hat zwei Kinder.

## Wirken
Stoll war an verschiedenen Forschungsprojekten beteiligt und betreute unter anderem als Privatdozent Doktoranden. Er besitzt weitere Zusatzbezeichnungen für Ärztliches Qualitätsmanagement (2008) und Medizinische Informatik (2013) sowie einen Diplomabschluss in Wirtschaftsmedizin. Darüber hinaus hat er Weiterbildungsbefugnisse für Mund-Kiefer-Gesichtschirurgie, für die Zusatzbezeichnung Plastische Operationen und zum Fachzahnarzt für Oralchirurgie. Er engagiert sich in der Landesärztekammer Brandenburg und ist unter anderem  in folgenden Prüfungsausschüssen für Facharztbezeichnungen und Zusatzbezeichnungen (ZB) vertreten (Stand 2014): Mund-Kiefer-Gesichtschirurgie (Vorsitzender), ZB Plastische Operationen (Vorsitzender) und ZB Ärztliches Qualitätsmanagement, Außerdem leitet er Fortbildungsveranstaltungen für Ärzte an der Akademie für ärztliche Fortbildung der Kammer in Potsdam. Stoll ist Mitglied der Deutschen Gesellschaft für Implantologie im Zahn-, Mund- und Kieferbereich e. V. (DGI), der Deutschen Gesellschaft für Mund-, Kiefer- und Gesichtschirurgie e. V. (DGMKG) und der Deutschen Gesellschaft für Plastische und Wiederherstellungschirurgie e. V. (DGPW).
Er war sowohl an der HU Berlin als auch an der RWTH Aachen vor allem bei praxisbezogenen Forschungen im Bereich der Zahn-, Mund-, Kiefer- und Plastischen Gesichtschirurgie beteiligt und wirkte zum Beispiel bei In-vitro-Studien über die Einsetzbarkeit von Füllungsmaterialien bei Wurzelfüllungen (2007) oder bei der Entwicklung von textilen Vliesen und Gewirken zur Züchtung von Mundschleimhaut (2006) mit.

## Veröffentlichungen (Auswahl)
Hochschulschriften
- Serum-Antikörper gegen gemeinsame Antigene bakterieller Lipopolysaccharide bei gesunden Erwachsenen und Patienten mit Multiplem Myelom. Herstellung muriner monoklonaler Antikörper gegen gemeinsame Antigene bakterieller Lipopolysaccharide. Dissertation. Medizinische Hochschule Hannover, Hannover 1987.
- Immunhistologische Untersuchungen zur Rolle von p53 und assoziierten Faktoren bei Plattenepithelcarcinomen der Mundhöhle und des Oropharynx. Dissertation. Universität München, München 1996.
- Phänotypische Untersuchungen zur prognostischen Bedeutung Proliferations- und Apoptose-assoziierter Faktoren sowie der Expression von Adhäsionsmolekülen in Plattenepithelkarzinomen der Mundhöhle und des Oropharynx. Habilitationsschrift. Humboldt-Universität zu Berlin, Berlin 2001 (online auf dem edoc-Publikationsserver der HU Berlin).

Beiträge zu Tagungsbänden
- mit Gustavo Baretton, F. Soost, Udo Löhrs: The Influence of CD44 Splice Variants to the Outcome of Patients with Oral Carcinoma. In: Peter Walden, Uwe Trefzer, Wolfram Sterry, Farzin Farzaneh, Patricia Zambon (Hrsg.): Gene Therapy of Cancer (= Advances in Experimental Medicine and Biology, Bd. 451). Springer US, Boston (USA) 1998, ISBN 978-1-4613-7444-2 (Print), ISBN 978-1-4615-5357-1 (Online), S. 51–55 (Tagungsband zur 3rd European Conference on Gene Therapy of Cancer im September 1997 in Berlin).

Aufsätze in Fachzeitschriften als Hauptautor
- mit Gustavo Baretton, Wolfgang Winter, James Q. Swift: An asymptomatic enlargement of the mandible causing marked root resorption. In: Journal of Oral and Maxillofacial Surgery, Bd. 55, 1997, S. 740–746.
- mit Gustavo Baretton, Udo Löhrs: The influence of p53 and associated factors on the outcome of patients with oral squamous cell carcinoma. In: Virchows Archiv, Bd. 433, 1998, S. 427–433.
- mit Gustavo Baretton, F. Soost, P. Domide, H. J. Terpe, Udo Löhrs: Prognostic importance of the expression of CD44 splice variants in oral squamous cell carcinomas. In: Oral Oncology, Bd. 35, 1999, S. 484–489.
- mit Charlotte Opitz, Beate Meier, Dietrich Subklew: Radiographic evaluation of the transplant bone height in patients with clefts of the lip/alveolus/palate after secondary bone grafting. In: Journal of Orofacial Orthopedics, Bd. 60, 1999, S. 383–391.
- mit Gustavo Baretton, C. Ahrens, Udo Löhrs: Prognostic significance of apoptosis and associated factors in oral squamous cell carcinoma. In: Virchows Archiv, Bd. 436, 2000, S. 102–108.
- mit Marianne Hochmuth, Peter Meister, Frank Soost: Refinement of velopharyngoplasty in patients with cleft palate by covering the pharyngeal flap with nasal mucosa from the velum. In: Journal of Cranio-Maxillofacial Surgery, Bd. 28, 2000, S. 171–175.
- mit Marianne Hochmuth, M. Merting, Frank Soost: Verbesserung der Sprache mit Hilfe der Velopharyngoplastik bei Patienten mit Lippen-Kiefer-Gaumenspalten. In: Laryngo-Rhino-Otol, Bd. 5, 2000, S. 285–289, doi:10.1055/s-2000-8804.
- mit Charlotte Opitz, Silke Bauer, Dietlind Petzold: The Soft-Tissue Facial Profile of Patients with Unilateral Clefts of the Lip, Alveolus, and Palate Compared with Healthy Adults. In: Journal of Orofacial Orthopedics, Bd. 3, 2002, S. 179–189.
- Apoptose- und Adhäsionsassoziierte Faktoren bei Plattenepithelkarzinomen der Mundhöhle und des Oropharynx. In: Rheinisches Zahnärzteblatt, Bd. 2, 2003, S. 86–87.
- mit Senait Mengsteab, Doris Stoll, Dieter Riediger, Axel M. Gressner, Ralf Weiskirchen: Analysis of polymorphic TGFB1 codons 10, 25, and 263 in a German patient group with non-syndromic cleft lip, alveolus, and palate compared with healthy adults. In: BMC Medical Genetics, Bd. 5, 2004, S. 15, doi:10.1186/1471-2350-5-15.
- mit Carolin Stollenwerk, Dieter Riediger, Christian Mittermayer, Joachim Alfer: Cytokeratin expression patterns for distinction of odontogenic keratocysts from dentigerous and radicular cysts. In: Journal of Oral Pathology & Medicine, Bd. 34, 2005, S. 558–564.